# Robert Rothe
Pour les articles homonymes, voir Rothe.
Robert Rothe, né le 20 juillet 1803 à Bromberg et mort le 12 avril 1893 à Halle, est un haut fonctionnaire et homme politique prussien. Il est membre du Parlement de Francfort de 1848 à 1849.

## Biographie
Fils d'un vice-président de district, Rothe est né le 20 juillet 1803 à Bromberg dans la province de Prusse-Occidentale. Après avoir étudié le droit et les sciences camérales à Königsberg, Halle et Berlin jusqu'en 1825, il exerce la fonction de conseiller financier (Finanzrat) dans cette dernière ville. 
En 1848, il remplace Hans von Auerswald au Parlement de Francfort en tant que député de la 26e circonscription de la province de Prusse, représentant l'arrondissement de Rosenberg-en-Prusse-Occidentale. Rothe prend ses fonctions le 21 octobre et rejoint la fraction Casino (centre-droit). En mars 1849, il vote pour l'élection du roi de Prusse Frédéric-Guillaume IV comme empereur des Allemands, avant de quitter Francfort le 4 avril.
Plus tard, Rothe reçoit le titre de conseiller privé (Geheimer Rat) et occupe la fonction de président (de) du district de Mersebourg de 1861 à 1876. En parallèle, il est membre de la Chambre des représentants de Prusse en 1862, de 1867 à 1869 et de 1870 à 1872, siégeant avec la droite puis le groupe des conservateurs libres. Il meurt le 12 avril 1893 à Halle dans la province de Saxe, à l'âge de 89 ans.